# Ayahuasca (Comitas)
Ayahuasca is een compositie voor gemengd koor en fanfareorkest van de Nederlandse componist Eduard de Boer, beter bekend onder zijn pseudoniem Alexander Comitas. Het is geschreven in opdracht van het Gelders Fanfare Orkest en hun dirigent Jean-Pierre Cnoops. De première van het werk vond plaats op 14 juni 2009 in Ede.
Het werk door het Gelders Fanfare Orkest ook live opgenomen op cd.